# Gregurić Breg
Gregurić Breg is een plaats in de gemeente Samobor in de Kroatische provincie Zagreb. De plaats telt 117 inwoners (2001).